# Steve Conrad
Steve Conrad (né en 1968) est un scénariste, producteur et réalisateur américain.

## Biographie
Né à Fort Lauderdale, en Floride, Steve Conrad a brièvement été étudiant au sein de l'Université d'État de Floride, avant d'étudier à l'université Northwestern, où il s'est spécialisé dans l'écriture créative. 
Il vit à Chicago.[réf. nécessaire]

### Liens familiaux
Il est le frère de l'acteur Chris Conrad.

## Carrière
En 2013, il adapte une nouvelle de James Thurber pour le film La Vie rêvée de Walter Mitty, réalisé par Ben Stiller.
En 2015, il développe pour Amazon Studios la série Patriot. Son pilote a conduit ensuite à une série complète, elle a été diffusée dans son intégralité le 24 février 2017. En plus de la production de la série, il a également écrit et réalisé la plupart des épisodes de la première saison.

## Filmographie
- Deux drôles d'oiseaux (1993) – scénariste
- The Weather Man (2005) – scénariste, coproducteur
- À la recherche du bonheur (2006) – scénariste
- Top Job !(2008) – réalisateur, scénariste
- La Vie rêvée de Walter Mitty (2013) – scénariste
- Jet Lag (2015) – scénariste
- Patriot (2015 - 2018) – producteur exécutif, scénariste, réalisateur
- Wonder (2017) – scénariste